# Jüdischer Friedhof (Mahiljou)
Koordinaten: 53° 54′ 2,8″ N, 30° 21′ 12,8″ O

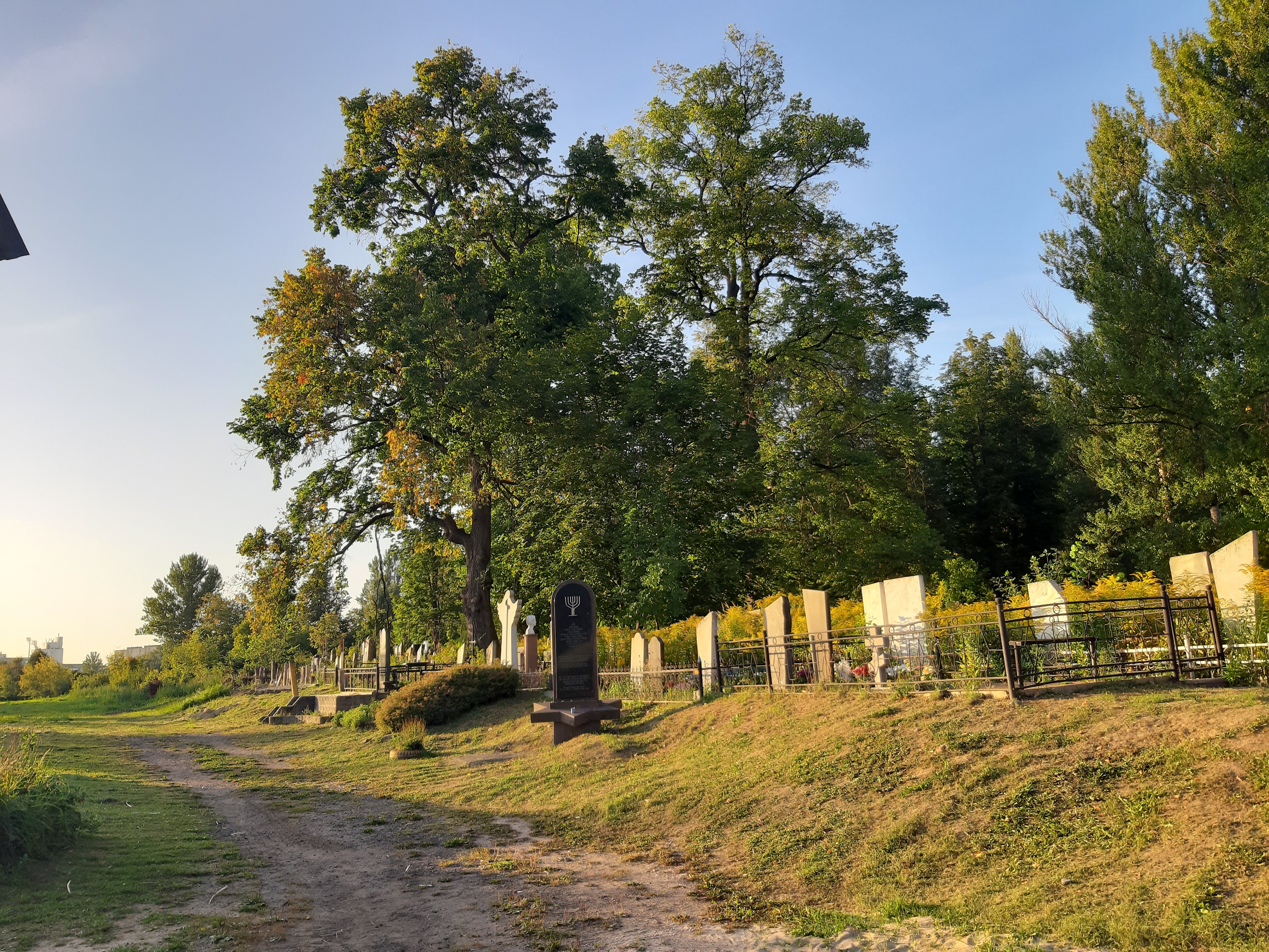
Jüdischer Friedhof Mahiljou (2019)

Der Jüdische Friedhof Mahiljou liegt in Mahiljou, einer Stadt in der Woblasz Mahiljouskaja im mittleren Osten von Belarus.
Auf dem jüdischen Friedhof sind zahlreiche Grabsteine erhalten.